# Lípy v Římově
Lípy v Římově u Českých Budějovic proslavila památná lípa Jana Gurreho, když roku 2008 vyhrála anketu Strom roku. V obci a okolí najdeme ještě několik dalších lip, které též byly vyhlášeny jako památné.

## Lípa Jana Gurreho
- Obrázky, zvuky či videa k tématu Lípa Jana Gurreho na Wikimedia Commons

- název: lípa Jana Gurreho, Římovská lípa, Lípa v Římově III
- druh: lípa velkolistá (Tilia platyphyllos)[1]
- stáří: 400-680 let
- výška: 14 m (1995)
- obvod kmene: 730 cm (1995), 760 cm (2008)
- vyhlášena jako památný strom: 9. června 2000[1]

Lípa Jana Gurreho je památným stromem rostoucím poblíž poutního areálu u kostela svatého Ducha v centru obce. Mohutný kmen lípy je zcela dutý, dutina je u země otevřená. V letech 1990, 1996 a 2009 došlo k odbornému ošetření. Podrobnosti v samostatném článku.

## Lípa u hřbitova
- Obrázky, zvuky či videa k tématu Lípa u hřbitova (Římov) na Wikimedia Commons
- druh: lípa malolistá (Tilia cordata)[2]
- stáří: přes 300 let
- výška: 28 m[3]
- výška koruny: 22 m[3]
- šířka koruny: 20 m[3]
- obvod: 420 cm[3]
- památný strom ČR: od 9.6.2000[2]
- sanace: ano (1996?)
- souřadnice: 48°51′29″ s. š., 14°29′30″ v. d.

Dalším památným stromem na území Římova je lípa, která roste na východním okraji obce poblíž hřbitova (u odbočky na Betlém).

## Lípa u rybníka
- Obrázky, zvuky či videa k tématu Lípa u rybníka (Římov) na Wikimedia Commons
- druh: lípa malolistá (Tilia cordata)[4]
- stáří: 200 let[3]
- výška: 26 m[3]
- výška koruny: 16 m[3]
- šířka koruny: 19 m[3]
- obvod: 400 cm[3]
- památný strom ČR: od 9.6.2000[4]
- souřadnice: 48°51′32″ s. š., 14°28′46″ v. d.

Zdravá lípa, jejíž kmen se ve čtyřmetrové výšce rozdvojuje, roste u chalupy "U Hochů" u Římovského rybníka severozápadně od obce.

## Další památné a chráněné stromy v okolí
- lípa malolistá

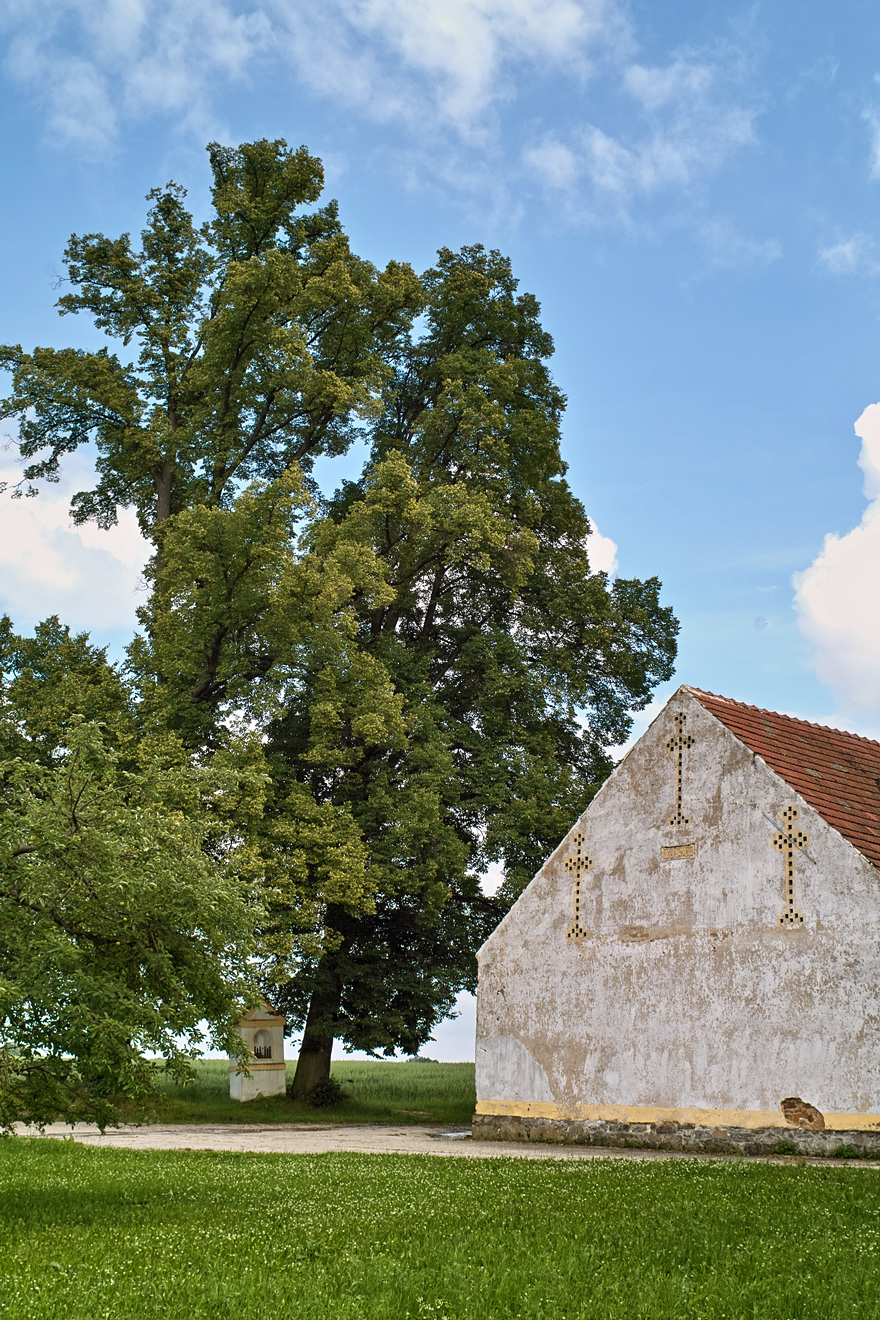
lípy malolisté u Kladin (Římov), chráněná skupina stromů
červen 2009

  - Dolní Stropnice, u sýpky, památný strom (350 let, 23 m, 605 cm)
  - Kladiny, skupina dvou lip malolistých u kapličky
- ořešák
  - Kladiny, 100 metrů jv od centra, památný strom (150 let,18 m, 265 cm)
- dub letní
  - Hamr, u Čurnů, památný strom (250 let, 27 m, 410 cm)
  - Horní Vesce, sv pod Vescí, památný strom (350 let, 34 m, 495 cm)
  - Horní Vesce, jv za statkem, památný strom (200 let, 22 m, 370 cm)